# 모라 (스페인)

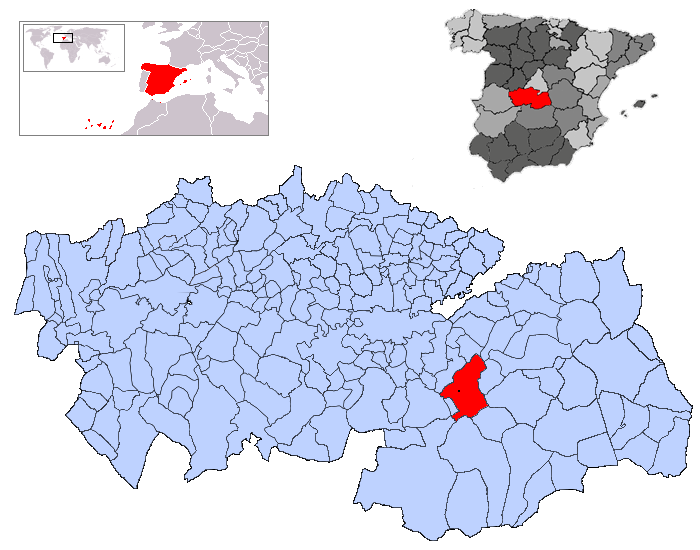
모라의 위치

모라(스페인어: Mora)는 스페인 카스티야라만차 지방 톨레도 주에 위치한 도시로 면적은 169.6km2, 높이는 717m, 인구는 10,516명(2010년 기준), 인구 밀도는 62.19명/km2이다.

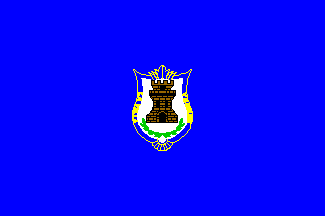
시기
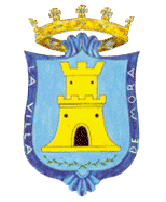
시 문장